# Elezioni parlamentari in Siria del 1977
Le elezioni parlamentari in Siria del 1977 si tennero il 1º e il 2 agosto. Esse videro la vittoria del Partito Ba'th, che ottenne 125 seggi su 195.

## Risultati
| Liste                      | Voti | %     | Seggi |
| -------------------------- | ---- | ----- | ----- |
| Partito Ba'th              |      | 64,10 | 125   |
| Unione Socialista Araba    |      | 5,13  | 10    |
| Partito Comunista Siriano  |      | 4,10  | 8     |
| Movimento Socialista Arabo |      | 1,54  | 3     |
| Socialisti Unionisti       |      | 1,54  | 3     |
| Indipendenti               |      | 23,59 | 46    |
| Totale                     |      |       | 195   |